# Cabramatta (Nouvelle-Galles du Sud)
Cabramatta est une banlieue du sud-ouest de Sydney, dans l’État de Nouvelle-Galles du Sud, en Australie. Cabramatta est situé à 30 kilomètres (19 mi) au sud-ouest du quartier central des affaires de Sydney, dans la zone du gouvernement local de la ville de Fairfield.
Cabramatta est familièrement connu sous le nom de « Cabra » et a la plus grande communauté hoa vietnamienne en Australie. C’est aussi le plus grand quartier commercial non anglo-celtique d’Australie. La démographie de la population est reflétée par les nombreuses entreprises vietnamiennes, australiennes et sino-chinoises. En conséquence, la banlieue est considérée comme une destination gourmande pour les cuisines vietnamiennes, thaïlandaises, cambodgiennes et chinoises.
Cabramatta avait l’habitude d’avoir un problème d’image de longue date, principalement en raison de sa réputation comme un point pour le trafic de drogue. Ces activités liées à la drogue ont commencé du début des années 1990 (jusqu’à la fin) lorsque les toxicomanes ont été attirés dans la région. Cependant, depuis 2002, les problèmes se sont résiliés après qu’une répression antidrogue a été appliquée par le Parlement de Nouvelle-Galles du Sud.

## Sources
- (en) Cet article est partiellement ou en totalité issu de l’article de Wikipédia en anglais intitulé « Cabramatta, New South Wales » (voir la liste des auteurs).